# Capsule communicator

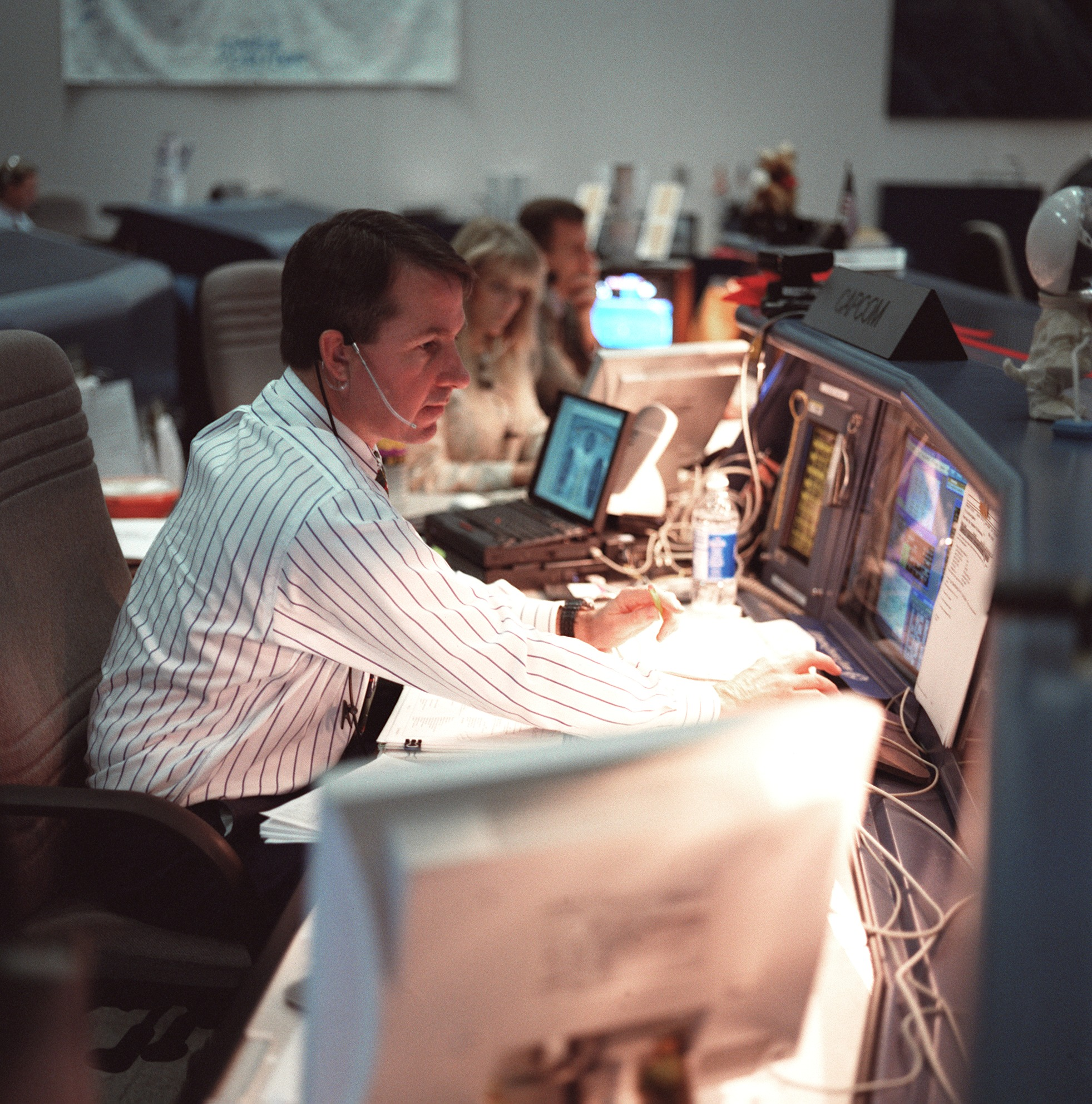
Classica postazione da Capcom nel centro di controllo missioni spaziali

Con il termine Capsule communicator (spesso abbreviato con Capcom) si intende il ruolo assunto nelle missioni spaziali con equipaggio dal radiofonista che tiene il contatto tra gli astronauti in volo nello spazio con il centro di controllo a terra.
Sin dall'inizio dei voli umani nello spazio venne ritenuto di fondamentale importanza, sia per la NASA che per gli astronauti in volo, di comunicare con una sola persona e di canalizzare pertanto tutti i colloqui tramite una sola via. Pertanto il Capcom siede nelle immediate vicinanze del direttore di volo nel centro di controllo a terra, il Lyndon B. Johnson Space Center a Houston. Via Capsule Communicator vengono trasmesse tutte le istruzioni del centro di controllo agli astronauti, come pure devono essere assunti dal Capcom i Wake-Up-Calls giornalieri, cioè la segnalazione ufficiale dell'inizio della giornata lavorativa tramite trasmissione di saluti personali nonché di qualche apposito brano musicale. 
Originariamente fu in uso il radiogramma "Capcom" per questo ruolo e solo dopo l'effettivo trasferimento del centro di controllo al Johnson Space Center cambiato in "Houston". 
Il nome stesso di "Capcom" ebbe l'origine agli inizi delle missioni spaziali con equipaggio, cioè sin da quando gli astronauti volarono nello spazio su apposite capsule spaziali. In pratica fu la semplice combinazione breve della denominazione ufficiale 'Capsule Communicator'. Inoltre tale ruolo venne di solito assunto da astronauti, nella maggior parte dei casi facenti parte dell'equipaggio di riserva della rispettiva missione o volati su missioni precedenti. Ad esempio durante la missione STS-114 tale ruolo venne assunto dalle donne astronauta Shannon W. Lucid e Julie Payette, rispettivamente da Ken Ham.